# میلدرد کوهن
میلدرد کوهن (انگلیسی: Mildred Cohn؛ زاده ۱۲ ژوئیهٔ ۱۹۱۳ درگذشته ۱۲ اکتبر ۲۰۰۹) یک دانشمند در زمینه بیوشیمی فیزیکی اهل ایالات متحده آمریکا بود.